# Ayrshire (raza bovina)
La raza de ganado Ayrshire, criada especialmente para la industria láctea, procede de Ayrshire en Escocia. Un ejemplar normal adulto de raza Ayrshire pesa entre 450 y 600 kg. El color típico de la raza varía entre el rojo, el naranja y el marrón oscuro, las patas pueden ser tanto de color como blancas. Como características principales cuentan con bajos niveles de leucocitos (un medidor de la calidad de la leche), gran eficiencia de conversión de la hierba en leche y su resistencia física. Los puntos fuertes de la raza se consideran su facilidad de parto y su longevidad. También son de naturaleza muy fogosa, lo que dependiendo de los casos puede ser un rasgo deseable o negativo.
Anteriormente también se conocía a esta raza como ganado Dunlop o Cunninghame. Ha sido exportada a todas las partes del mundo.

## Características

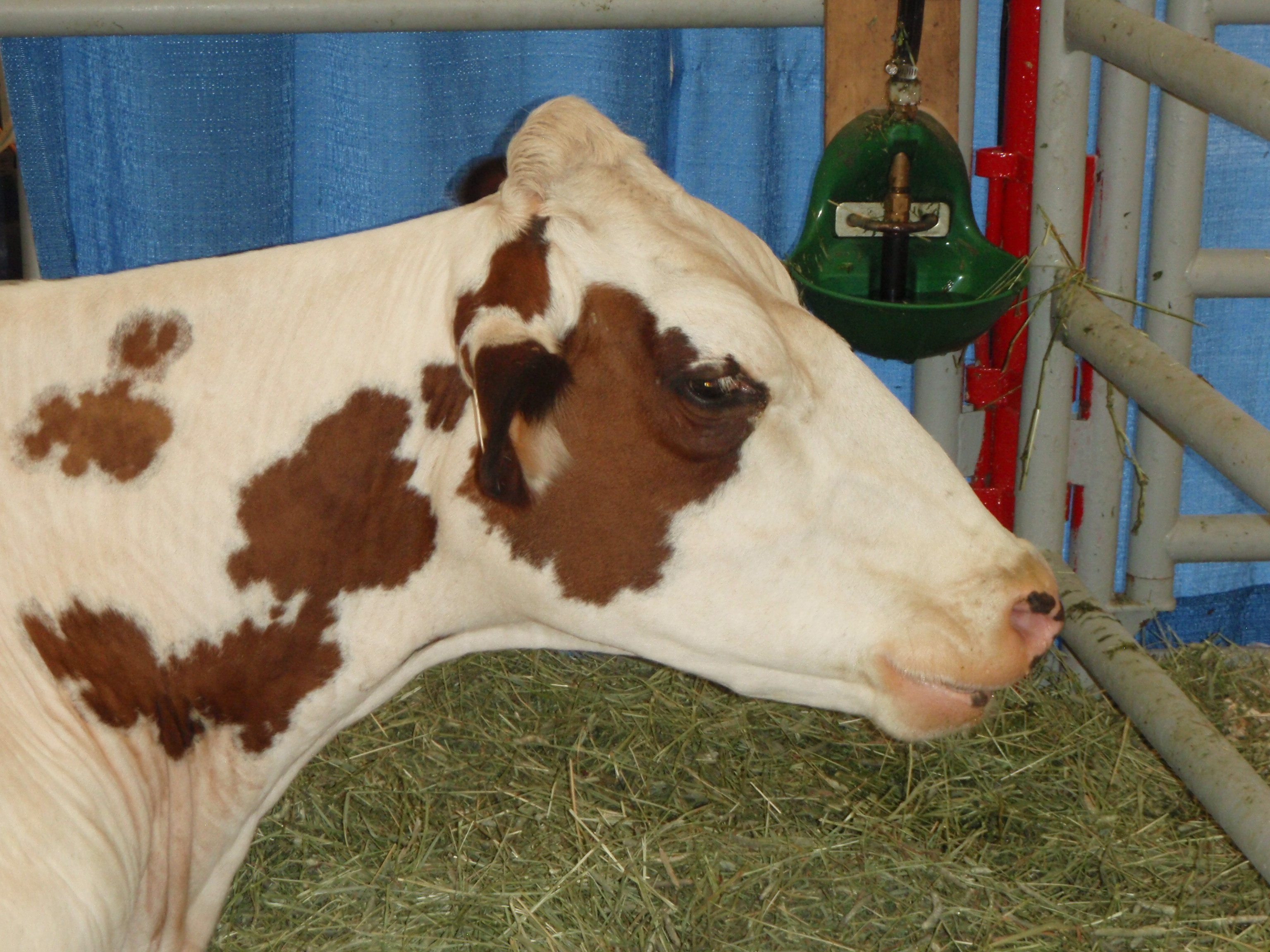
Ejemplar de Ayrshire

El ganado Ayrshire es de tamaño medio, llegando a pesar más de 550 kg en su madurez. Es un ganado fuerte y robusto que se adapta a todo tipo de sistemas de mantenimiento, incluyendo estaciones de ordeño automático y cuadras abiertas. La adaptación de sus ubres es excelente y no están sujetas a excesivos problemas de patas o pezuñas. Estas características hacen de las Ayrshire un ganado muy interesante comercialmente. Otro de sus atractivos para la explotación comercial es la robustez de los terneros, son fuertes y fáciles de criar.
Las Ayrshire producen una leche con un aporte graso moderado y un aporte proteínico elevado. La media real para este ganado en el programa oficial ABA para 2002 fue de 7815 kg de leche, de los cuales 300 kg corresponden a materia grasa y 245 kg a proteínas.

## Adaptabilidad
```
Desde las calurosas planicies de Australia y Sudáfrica hasta los altiplanos de Colombia, ya sea que se vean expuestas a cambios de temperaturas desde +30
 
°C a -30
 
°C en Canadá, no importa, las vacas Ayrshire prosperan bajo todo tipo de clima y en todo tipo de terreno. Sea a grandes altitudes, en climas húmedos, en excesivo calor o en excesivo frío, una vaca Ayrshire saludable ignora el entorno que la rodea y rinde sus cuotas esperadas de leche como le corresponde a una buena vaca lechera.
```

Conversión de alimentos: Una de las grandes ventajas de las Ayrshire es la facilidad con que convierten sus alimentos en leche. Es un hecho conocido que las vacas Ayrshire son grandes productoras de leche, sea en un lechería bajo sofisticados sistemas de gestión o bajo los sistemas más básicos de tierras de pastoreo. Una vaca Ayrshire típica transformará cualquier alimento que ingiera en leche de buena calidad, mientras que se mantiene en buenas condiciones físicas.